# Грицюс, Йонас
Йо́нас Гри́цюс (лит. Jonas Gricius, 5 августа 1928, Каунас — 1 февраля 2021, Вильнюс) — советский и литовский кинооператор. Народный артист Литовской ССР (1978). Лауреат Государственной премии СССР (1967), лауреат Национальной премии Литвы в области культуры и искусства (2013).

## Биография
Сын писателя Аугустинаса Грицюса (1899—1972). Окончил операторский факультет ВГИКа (1954, мастерская Бориса Волчека). Работал на студии Ленфильм ассистентом у А. Н. Москвина. С 1958 года — на Литовской киностудии. Член КПСС с 1960 года.
Первый секретарь Союза кинематографистов Литовской ССР (1963—1968), председатель Союза кинематографистов Литвы (1981—1988). Директор Литовской киностудии (1978—1989).

## Избранная фильмография
- 1957 — Дон Кихот (Г. Козинцев)
- 1959 — Последний выстрел (А. Жебрюнас, в киноальманахе Живые герои, Государственная премия Литовской ССР, премия за лучшую операторскую работу на КФ республик Прибалтики и Белоруссии в Риге)
- 1961 — Канонада (А. Жебрюнас)
- 1962 — Шаги в ночи (Раймондас Вабалас, диплом за лучшее изобразительное решение на Всесоюзном КФ)
- 1964 — Гамлет (Г. Козинцев)
- 1965 — Девочка и эхо (А. Жебрюнас, премия за лучшую операторскую работу на КФ республик Прибалтики и Белоруссии в Риге)
- 1965 — Никто не хотел умирать (В. П. Жалакявичюс, Государственная премия СССР)
- 1966 — Лестница в небо
- 1970 — Король Лир (Г. М. Козинцев)
- 1971 — Камень на камень
- 1972 — Подводя черту
- 1976 — Приключения Калле-сыщика (А. Жебрюнас)
- 1976 — Синяя птица (СССР/США, Джордж Кьюкор; вместе с Ф. Янгом)
- 1977 — Обмен
- 1981 — Путешествие в рай (А. Жебрюнас, Премия Министерства культуры Литовской ССР за высокую культуру изображения)
- 1983 — Богач, бедняк (А. Жебрюнас, телевизионный, вместе с А. Моцкусом)
- 1984 — Отряд (Алексей Симонов, Государственная премия Литовской ССР)
- 1986 — Игра хамелеона (телевизионный)
- 1988 — Корни травы (телевизионный)
- 1988 — Час полнолуния (А. Жебрюнас)
- 1993 — Портрет в профиль (Литва)
- 1993 — Посторонний (Белоруссия/Литва, Эдита Сабайтите; вместе с В. Бондаровичем)
- 1995 — Антигравитация (Литва)
- 1996 — Год собаки (короткометражный, Литва)

## Мемуары
- Несколько встреч на пути к сегодня. М., 1967

## Награды и премии
- Государственная премия Литовской ССР (1960) — за съёмки фильма «Живые герои».
- Государственная премия СССР (1967) — за съёмки фильма «Никто не хотел умирать».
- Народный артист Литовской ССР (1978).
- Командор ордена Великого князя Литовского Гядиминаса (1997).
- почётный доктор ВГИКа (2004).
- Национальная премия Литвы по культуре и искусству (2013).